# 广东广播电视台股市广播
广东广播电视台股市广播，是中国广东广播电视台旗下的一个广播频率，是广东省唯一的以财经、股市资讯为主的专业电台频率，现由南方财经全媒体集团共同运营。

## 历史
1993年4月28日，作为广东电台珠江经济台姊妹台，珠江股市台正式开播，是全国第一家采用SCA副讯道加密播出的证券专业电台。
2002年9月27日，珠江股市台由加密副讯道广播转为AM927千赫公开广播，正式启用“财经927”呼号。2002年底增用FM95.3兆赫。
2016年11月，因广东省级媒体改革，广东广播电视台股市广播及旗下《投资快报》划入新成立的南方财经全媒体集团。